# 1986–1987-es magyar női labdarúgó-bajnokság (első osztály)
A magyar női labdarúgó-bajnokság első osztályában 1986–87-ben tíz csapat küzdött a bajnoki címért. A harmadik hivatalos bajnokságban ismét a Ferencvárosi László Kórház szerezte meg a bajnoki címet.

## Végeredmény
| #   | Csapat                       | M  | GY | D | V  | G+ – G– | GK   | P  | Megjegyzések |
| --- | ---------------------------- | -- | -- | - | -- | ------- | ---- | -- | ------------ |
| 1.  | Ferencvárosi László KórházCV | 18 | 16 | 1 | 1  | 68–7    | +61  | 33 | Bajnok       |
| 2.  | Renova Spartacus             | 18 | 14 | 2 | 2  | 73–12   | +61  | 30 |              |
| 3.  | Femina Észak-Pesti ÁFÉSZ     | 18 | 11 | 4 | 3  | 80–16   | +64  | 26 |              |
| 4.  | Egri Lendület                | 18 | 8  | 3 | 7  | 37–19   | +18  | 19 |              |
| 5.  | Budapesti Volán SC           | 18 | 8  | 2 | 8  | 24–35   | −11  | 18 |              |
| 6.  | Szegedi Paprika SC           | 18 | 5  | 5 | 8  | 25–35   | −10  | 15 |              |
| 7.  | Tipográfia Vénusz            | 18 | 7  | 1 | 10 | 31–56   | −25  | 15 |              |
| 8.  | Székesfehérvári Postás       | 18 | 4  | 6 | 8  | 19–31   | −12  | 14 |              |
| 9.  | Gyulai SE                    | 18 | 3  | 4 | 11 | 29–50   | −21  | 10 |              |
| 10. | Fővárosi Sűtőipari SE        | 18 | 0  | 0 | 18 | 4–129   | −125 | 0  |              |

A bajnok Ferencvárosi László Kórház játékosai
Hollár Edit, Póka Ágnes kapusok – Agócs Annamária, Bukovszki Jenőné, Jenei Anikó, Kerekes Anikó, Kovácsné Nagy Zsuzsanna, Krecz Ildikó, Lovász Gyöngyi, Molnár Andrea, Németh Borbála, Németh Ibolya, Polyák Ibolya, Pribéli Judit, Tóth Ágota, Tóth Ilona, Tóth Judit, Uri-Kovács Zsuzsanna.

## A góllövőlista élmezőnye
| Gól                                                 | Név       | Csapat           |
| --------------------------------------------------- | --------- | ---------------- |
| ?                                                   | Kern Edit | Renova Spartacus |
| Forrás: Futball '93 (Budapest, 1994) ISSN 1217-873X |           |                  |